# 村垣範正

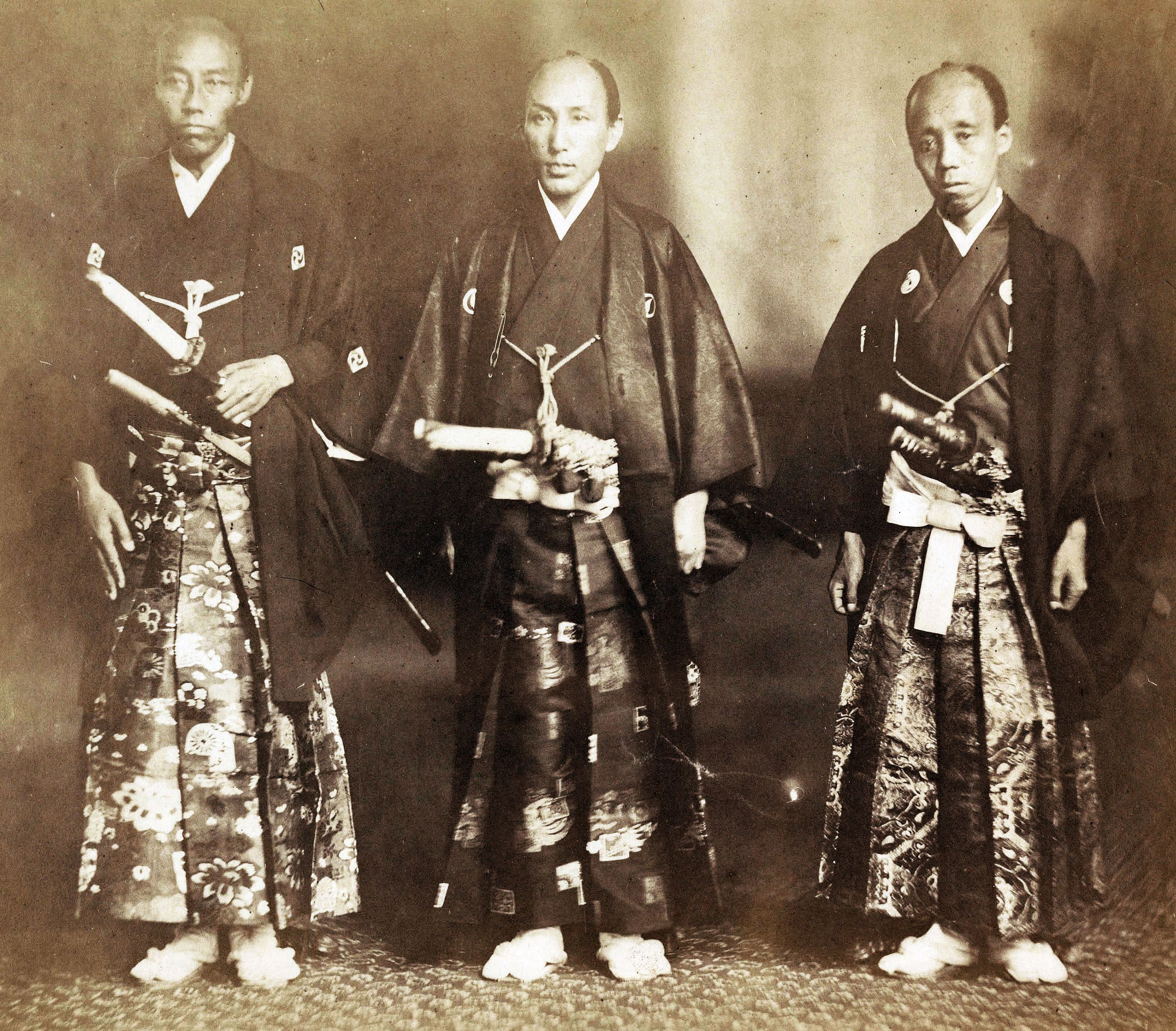
左から村垣範正、新見正興、小栗忠順 1860年

村垣 範正（むらがき のりまさ、文化10年9月24日（1813年10月17日） - 明治13年（1880年）3月15日）は、江戸時代末期（幕末）の旗本、外交官（外国奉行）。初名は範忠。号は淡叟。通称は与三郎。官途は淡路守。

## 略歴
文化10年（1813年）江戸築地で旗本・村垣範行の次男として生まれる。村垣家は代々庭番役を勤め、祖父・定行は松前奉行・勝手掛・勘定奉行まで上った。その功により範正は天保2年（1831年）、新規に召し出され小十人格庭番となり、弘化2年（1845年）には細工頭、安政元年（1854年）には賄頭を経て勘定吟味役に抜擢。海防掛・蝦夷地掛として同年3月より蝦夷地・樺太巡視を行い、日露国境を確認。10月に江戸に帰府した。
同年、ロシアのプチャーチン艦隊の再来日に際して、筒井政憲・川路聖謨らとともに露使応接掛として伊豆下田に赴任した。翌年以降、箱館表御用、内海台場普請ならびに大筒鋳立大船其他製造御用、東海道筋川々普請掛などを歴任。安政3年（1856年）7月には箱館奉行に昇進し、9月には従五位下・淡路守に叙された。先任の堀利煕とともに蝦夷地の調査・移民奨励・開拓事業を推進。1857年にはアイヌの間で蔓延していた天然痘対策のために幕府に種痘の出来る医師の派遣を要請し、桑田立斎らが派遣されて大規模種痘が行われた。これは幕府が正式に認めた初の種痘であった。安政5年（1858年）には安政の大獄で免職となった岩瀬忠震に代わって外国奉行に任命され、さらに翌年には神奈川奉行を兼務するなど能吏ぶりを買われた。

### 万延元年遣米使節

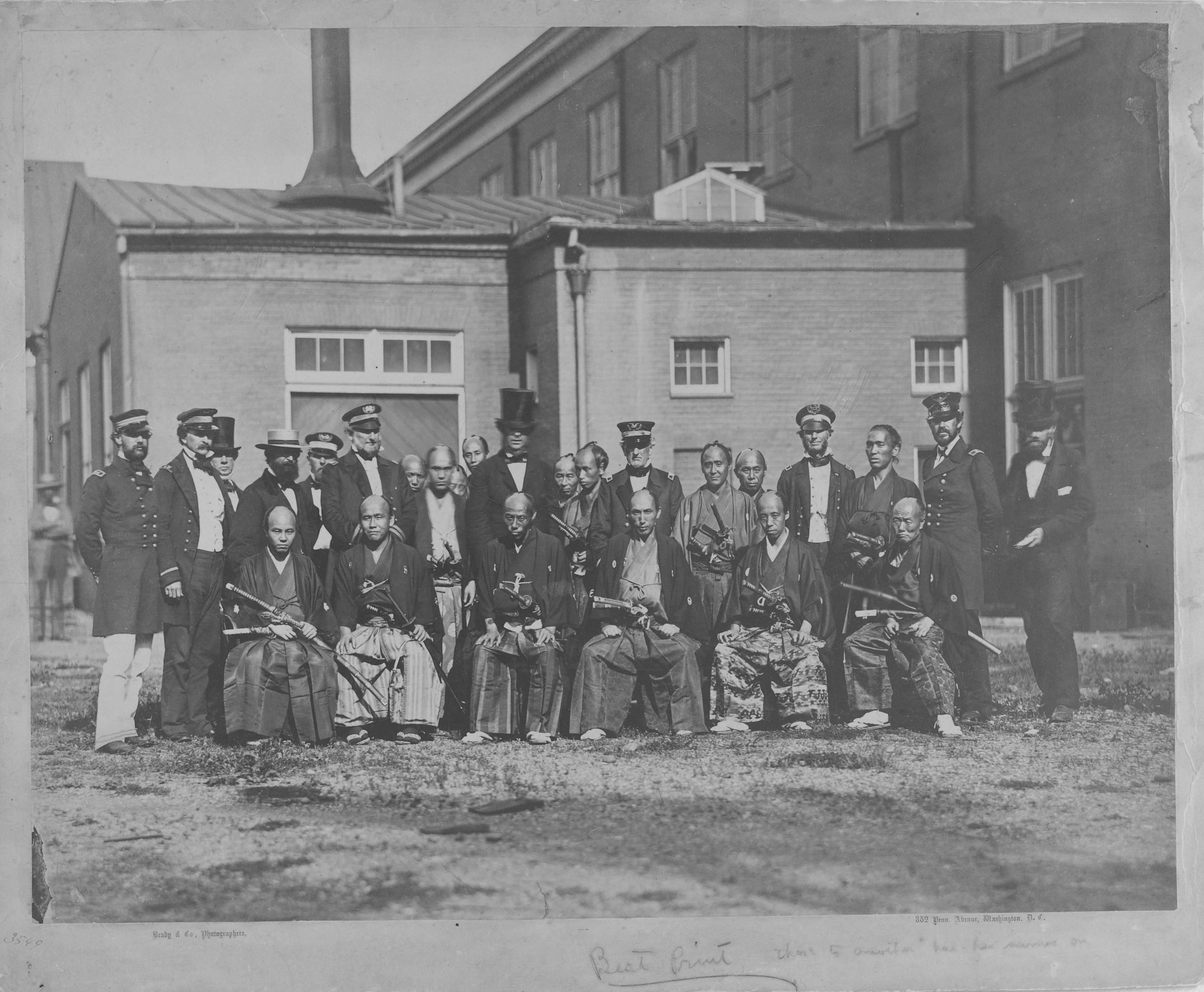
ワシントン海軍工廠での使節団：正使新見正興（中央）、副使　村垣範正（左から3人目）、監察小栗忠順（右から2人目）、勘定方組頭、森田清行（前列右端）、外国奉行頭支配組頭、成瀬正典（前列左から2人目）、外国奉行支配両番格調役、塚原昌義（前列左端）

安政7年（1860年）日米修好通商条約批准書交換のため幕府がアメリカへ派遣する使節団の副使（正使は新見正興、目付は小栗忠順）を拝し、正月に米国軍艦ポーハタン号にて太平洋航路で出港。途中ハワイに寄港し、3月にサンフランシスコに到着。ワシントンD.C.に向かい、4月3日に批准書を交換。アメリカ合衆国大統領ジェームズ・ブキャナンと会見した。帰路はナイアガラ号にて大西洋航路をとり、南アフリカ・インドを経由して帰国、9月27日に江戸へ到着した。この間、克明な航海日誌（『村垣淡路守公務日記』、『遣米使節日記』とも）を残した。
帰国後、功績により300石を加増され、500石取となった。同年11月プロシア（プロイセン）の外交官フリードリヒ・アルブレヒト・ツー・オイレンブルクとの間の日普修好通商条約締結にあたり、交渉中であった堀利煕が突然謎の自刃を遂げたため、その交渉の任を引き継ぎ、翌月、日本側全権として調印に臨んだ。
文久元年（1861年）ロシア艦ポサドニック号が対馬芋崎浦を占拠するという事件（ロシア軍艦対馬占領事件）に際しては、箱館においてロシア領事ゴシケヴィチと交渉し、退去を求めた。また箱館港の砲台建設も促進した。文久3年（1863年）6月には作事奉行に転じ、翌元治元年（1864年）には西の丸留守居、若年寄支配寄合となり、一線から退く。明治元年（1868年）には病のためと称して隠居、淡叟と号した。明治維新後は官職に就かず、明治13年（1880年）に東京にて没した。享年68。墓は谷中墓地（東京都台東区）に建てられた。
遣米使節の護衛として咸臨丸に乗船した軍艦奉行・木村喜毅（芥舟）は、村垣を「機敏にして吏務に練達す」と評した。一方、福地源一郎（桜痴）は「純乎たる俗吏にて聊か経験を積たる人物なれば、素より其の器に非ず」と酷評している。

## 子孫
作曲家の服部逸郎（レイモンド服部）は直系の子孫（曾孫）にあたる。